# Патрина (Ярославская область)
Патрина — упразднённая деревня в Рыбинском районе Ярославской области России. Ныне урочище Патрино на территории Николо-Кормской сельской администрации Рыбинского района.

## Название
На карте 1871 года — Патрина.
В «Списке населенных мест Российской империи по сведениям 1859 года, составленного и изданного Центральным статистическим комитетом Министерства внутренних дел» (Том L. Ярославская губерния, 1865 год. Обработан старшим редактором А. И. Артемьевым, № селения 8526) обозначена как владельческая деревня Патрино.

## География
Урочище расположено в окружении лесов, на расстоянии 1 км к югу от деревни Петрунино. За урочищем на север на расстоянии около 6 км необитаемый лес вплоть до железной дороги Рыбинск-Сонково.
По сведениям 1859 года деревня находилось от:
— уездного города в 25 верстах;
— квартиры станового пристава в 21 версте.

## История
Деревня Петрунина и деревня Патрина указаны на плане Генерального межевания Рыбинского уезда 1792 года.
Деревня Патрина отмечена на топографической межевой карте Ярославской губернии Александра Ивановича Менде (Мендт) 1860 года (отражено состояние местности с 1855 по 1857 годы).
До упразднения уездно-губернского деления относилась к Ярославской губернии, Рыбинского уезда, 2-го стана.

## Население
По сведениям 1859 года проживало 74 человека (36 мужского пола и 38 женского).

## Инфраструктура
Личное подсобное хозяйство с зоной сельскохозяйственного использования, индивидуальная застройка усадебного типа.
По сведениям 1859 года деревня было 13 дворов. Расположена была при колодцах.

## Транспорт
По сведениям 1859 года деревня находилась по левую сторону большого торгового тракта из города Углич в город Молога.